# Магбурака
Магбурака (англ. Magburaka) — город в центральной части Сьерра-Леоне, на территории Северной провинции. Административный центр округа Тонколили.

## Географическое положение
Город находится в южной части провинции, на левом берегу реки Рокел, на расстоянии приблизительно 137 километров к востоку-северо-востоку (ENE) от столицы страны Фритауна. Абсолютная высота — 71 метр над уровнем моря.

## Население
По данным переписи 1985 года численность населения города составляла 10 347 человек.
Динамика численности населения города по годам:
| 1963  | 1974   | 1985   | 2012   |
| ----- | ------ | ------ | ------ |
| 6 371 | 11 006 | 10 347 | 16 617 |

В этническом составе населения преобладают представители народности темне.

## Экономика и транспорт
Главными продуктами городского экспорта являются орехи кола, пальмовое масло, рис и томаты.
Ближайший аэропорт расположен в городе Бо.